# Várkerület
Várkerület («Distrito del Castillo») es el primer (I) distrito de Budapest, Hungría. Es la parte histórica de la parte de Buda de Budapest y consiste en la colina del castillo de Buda y algunos otros barrios a su alrededor, como Tabán, Krisztinaváros y partes de la colina Gellért.